# Henri Alfred Bernardin Hoffmann
Henri Alfred Bernardin Hoffmann OFMCap (* 24. September 1909 als Heinrich Alfred Hoffmann in Sieweiler, Deutsches Reich; † 21. März 1979 in Paris) war ein französischer Kapuziner und römisch-katholischer Bischof.

## Leben
Henri Hoffmann wurde am 20. April 1935 zum Priester geweiht. Am 28. September 1945 wurde er zum Apostolischen Präfekt von Djibouti ernannt. Am 12. April 1957 erhob Pius XII. die Präfektur zum Bistum Djibouti und ernannte Hoffmann zum ersten Bischof. Am 4. August 1957 weihte Jean-Julien Weber, Bischof von Straßburg,  mit Assistenz von Joseph-Paul Strebler, Erzbischof von Lomé, und Joseph-Jean Heintz, Bischof von Metz, ihn zum Bischof.
Bischof Hoffmann nahm an allen vier Sitzungen des Zweiten Vatikanischen Konzils teil. Eines seiner Anliegen beim Konzil war es, die Vorrechte der Orden in den Missionsgebieten zu begrenzen, die Jurisdiktion der Bischöfe zu stärken und die Pfarreien aufzuwerten.